# Alexandre de Iugoslàvia (cap de la casa reial de Sèrbia)
Alexandre de Iugoslàvia, cap de la casa reial de Sèrbia (Londres 1945). Príncep de Regne de Iugoslàvia i cap de la casa reial de Sèrbia amb el tractament d'altesa reial.

## Biografia
Nascut a l'hotel Claridge's de Londres el dia 17 de juliol de l'any 1945, sent fill del rei Pere II de Iugoslàvia i de la princesa Alexandra de Grècia. Alexandre era net, per via paterna, del rei Alexandre I de Iugoslàvia i de la princesa Maria de Romania, i per via materna, del rei Alexandre I de Grècia i d'Aspassia Manos.
Des de l'ocupació alemanya de Iugoslàvia, l'any 1941, Londres s'havia convertit en l'exili de moltes de les famílies reial europees. Fou precisament a Londres on el rei Pere II de Iugoslàvia i la princesa Alexandra de Grècia es conegueren i es casaren. Hi fou també a Londres on la parella tingué el seu únic fill en una habitació del cèlebre hotel Claridge's que el primer ministre Winston Churchill havia declarat territori iugoslau per l'ocasió.
Alexandre fou batejat a la Catedral ortodoxa de Santa Sofia de la capital anglesa essent els seus padrins el rei Jordi VI del Regne Unit i la princesa i després reina Elisabet II del Regne Unit.
Les múltiples temptatives de suïcidi per part de la reina Alexandra i el deteriorament constant de la salut mental del rei Pere II de Iugoslàvia determinaren una infància difícil pel príncep Alexandre. Finalment, el príncep fou allunyat de l'ambient familiar i educat primer a casa dels barons de Robiland i posteriorment en el prestigiós internat suís de l'Institut de Le Rosey i a l'internat anglès de Gordonstoun.
L'1 de juliol de l'any 1972 contragué matrimoni a la localitat sevillana de Villamanrique de la Condesa amb la princesa Maria Glòria d'Orleans-Bragança, filla del príncep Pere Gastao d'Orleans-Bragança i de la princesa Maria de l'Esperança de Borbó-Dues Sicílies. Malgrat el divorci de l'any 1985, la parella tingué tres fills:
- SAR el príncep Pere de Iugoslàvia, nat el 1980 a Chicago.

- SAR el príncep Felip de Iugoslàvia, nat a Falls Church, a l'estat estatunidenc de Virgínia, l'any 1982.

- SAR el príncep Alexandre de Iugoslàvia, nat a Falls Church, a l'estat estatunidenc de Virgínia, l'any 1982.

L'any 1985 es casà en segones núpcies amb la ciutadana anglesa d'origen grec Caterina Batis.
L'any 1991, el príncep Alexandre trepitjà per primera vegada terres iugoslaves i no s'hi instal·là fins després de la caiguda de la dicatura de Slobodan Milošević l'any 2000. El mes de març de l'any 2001 se li concedí a la nacionalitat iugoslava i se li retornaren totes les propietats de la Família reial confiscades l'any 1947.
Actualment, Alexandre i la seva família una finca a l'exclusiu barri de Dedinje composta per dues residències conegudes com a Kralevski Dvor (Palau Reial) i Beli Dvor (Palau Blanc).
Des del seu retorn a Iugoslàvia l'any 2001, les noves autoritats constitucionals han inclòs al príncep Alexandre en múltiples actes oficials i la majoria dels partits parlamentaris acceptarien una eventual restauració de la institució. Diversos partits polítics han manifestat el seu suport a la monarquia, entre d'altres hom hi troba: Moviment Renovador Serbi, el Partit Democràtic (actualment al Govern) i el Partit Democratacristià; a més a més, de l'Església Ortodoxa de Sèrbia.
La necessitat d'estabilitat i el prestigi creixent de la monarquia han permès parlar d'una eventual restauració monàrquica. A part dels múltiples compromisos que el príncep atén, diverses han estat les missions diplomàtiques que el príncep ha encapçalat.
La vocació europeista i les magnífiques connexions que el príncep té (cosí del rei Constantí II de Grècia, de la reina Sofia d'Espanya, del duc Amadeu de Savoia-Aosta i fillol de la reina Elisabet II del Regne Unit) són les principals armes de seducció de què disposa la monarquia.
L'any 2006, després del referèndum d'autodeterminació de Montenegro, el príncep Alexandre feu públic un manifest en el qual s'oferia per liderar el futur desenvolupament de Sèrbia.